# Sino Satellite Communications
A Sino Satellite Communications Co., Ltd. ou Sinosat (chinês: 鑫诺卫星), foi uma sociedade anônima chinesa que forneceu comunicações através de um par de satélites de comunicações em órbita geoestacionária. Ela existiu até janeiro de 2008.
A Sinosat em 2008 juntamente com a China Satellite Communications Corporation e a China Orient Telecommunications Satellite Company se fundiram para formar uma única operada de satélite, a China Direct Broadcast Satellite Company (China DBSAT).

## Satélites
| Satélite   | Fabricante   | Data do lançamento     | Veículo de lançamento | Estado        | Nota                                                                               |
| ---------- | ------------ | ---------------------- | --------------------- | ------------- | ---------------------------------------------------------------------------------- |
| Sinosat 1  | Aérospatiale | 18 de julho de 1998    | Longa Marcha 3B       | Inativo       | Também conhecido por Xinnuo 1, ZX-5B, Intelsat APR-1, Chinasat 5B e PSN-5          |
| Sinosat 1B | Astrium      | 13 de maio de 2003     | Atlas V               | Ativo         | Também conhecido por Intelsat APR-3, NSS-6, NSS-K-TV , Intelsat K-TV e HellasSat 2 |
| Sinosat 2  | CAST         | 28 de outubro de 2006  | Longa Marcha 3B       | Inativo       | Também conhecido por Xinnuo 2                                                      |
| Sinosat 3  | CAST         | 31 de maio de 2007     | Longa Marcha 3A       | Ativo         | Também conhecido por Xinnuo 3, ZX-5C, Chinasat 5C e Eutelsat 3A                    |
| Sinosat 4  | CAST         | Planejado para 2015    | Longa Marcha 3B       | Em construção | Também conhecido por Xinnuo 4, ZX-9A e Chinasat 9A                                 |
| Sinosat 5  | CAST         | 20 de junho de 2011    | Longa Marcha 3B/G2    | Ativo         | Também conhecido por Xinnuo 5, ZX-10 e Chinasat 10                                 |
| Sinosat 6  | CAST         | 04 de setembro de 2010 | Longa Marcha 3B/G2    | Ativo         | Também conhecido por Xinnuo 6, ZX-6A e Chinasat 6A                                 |